# 종교적 정체성
종교적 정체성은 특정한 형태의 정체성 형성을 말한다. 특히 그것은 종교의 구성원의 의식이며 자아 개념과 관련된 것으로써 집단 구성원의 중요성이다. 종교적 정체성이 반드시 독실함과 신앙심과 같은 것은 아니다. 이 세 가지 용어는 공통성을 공유하지만, 독실함과 신앙심은 종교적인 행사(예: 교회에 가는 것)에 참여하는 것뿐만 아니라 종교 단체 소속의 가치 모두를 가리킨다.반면에 종교적 정체성은 종교 활동이나 참여에 관계없이 종교 단체 회원을 의미한다.
민족적, 문화적 정체성과 같이, 다른 형태의 정체성 형성과 유사하게, 종교적 맥락은 일반적으로 세상을 바라볼 수 있는 관점, 다른 세대의 개인들과 함께 사회화할 수 있는 기회, 그리고 살아가기 위한 일련의 기본 원칙들을 제공할 수 있다. 이러한 토대는 개인의 정체성을 형성할 수 있다.
종교가 정체성 발달에 갖는 함축적 의미에도 불구하고 정체성 형성 관련 문헌은 주로 민족성과 성별에 초점을 맞추고 종교의 역할을 크게 생각하지 않았다. 그럼에도 불구하고 점점 더 많은 연구들이 종교를 관심의 대상으로 포함시키기 시작했다. 그러나, 이들 연구 중 다수는 종교적 정체성, 신앙심과 독실함을 서로 교체가능하게 사용하거나 별개의 구성으로서  오로지 종교적 정체성과 종교 참여에 초점을 맞춘다.
이러한 유형의 연구의 연구자들은 시간이 지남에 따라 개인의 종교적 정체성의 힘에 영향을 미치는 요인들을 연구해왔다. 종교적 정체성의 수준에 영향을 미치는 것으로 밝혀진 요인은 성별, 민족성, 세대별 지위 등이다.
'정체성'은 사회 과학에서 가장 많이 쓰이는 용어 중 하나이며, 각기 다른 연구 패러다임마다 다른 의미를 가지고 있다. 심리학 연구 외에도 사회 학자와 인류학자는 '종교적 정체성'이라는 용어를 적용하고 주어진 사회적 맥락에서 관련 과정을 연구한다. 예를 들어, 2001년 9월 11일 사건 이후 미국에서 수행된 중요한 연구는 미국 무슬림들 간의 의미 형성, 그리고 정체성의 귀속(다른 집단의 사람들에 대해 사람들이 무슨 생각을 하는지)의 변화가 무슬림들이 자기 자신을 대변하려는 방식에 어떻게 영향을 주었는지에 대해 탐구했다. 다른 연구들은 종교적 정체성의 본질주의적 설명(개인은 종교적 정체성 안에서 이미 존재하던 대표성과 개인의 위치와는 무관한, 변치 않는 종교적 정체성을 가지고 있다.)을 약화시키는 탈동일시와 같은 인종과 성 정체성 이론에서 전용된 개념을 적용했다.

## 연혁
심리학 분야에서 1800년대 초반, 종교 주제에 대한 연구는 중요하고 어디서나 볼 수 있는 것으로 여겨졌다. 예를 들어, G.Stanley Hall이나 William James와 같은 연구자들은 종교적인 전환과 같은 주제에 대한 연구를 수행했다. 반대로, 종교에 대한 대중의 시각은 20년 후에 바뀌기 시작했다. 개인의 삶과 발달, 그리고 연구에 있어서 필수 주제로 여겨지는 종교 대신에, 과학자와 학자 모두 종교를 과학의 진보에 방해되는 것으로 간주하고 현 시대에 더 이상 적용할 수 없는 주제로 보았다.
사회 과학자들이 시간이 지날수록 종교가 전반적으로 쇠퇴하고 종교 연구의 완전한 포기로 이어지는 세속화의 증가를 예측한 것과는 달리 종교는 줄어들지 않았고, 대신 연구자들에게 연구할 가치가 있는 주제로 인정받았다. 과학자들과 학자들은 영국의 사회학자 John Thompson과 마찬가지로 연구에서 종교를 무시했음에도 불구하고 종교가 개인의 삶에 미치는 존재와 영향은 부정할 수 없으며 시간이 지날수록 사라지지 않는다는 것을 깨달았다. 따라서 종교에 관한 연구 기구가 뿌리를 내리기 시작했다. 특히 소수의 연구자들은 청소년기 동안에 종교적 정체성을 조사하는데 관심이 있었다.

## 종교적 정체성에 영향을 미치는 요소
종교적 전통이 문화의 다양한 측면과 복잡하게 교착될 수 있다는 점에서, 종교적 정체성 문헌은 민족, 성별 및 세대적 차이를 일관되게 말해왔다.

### 민족 차이
사회 정체성 이론에 따르면 소수민족의 배경을 가진 개인이 자신의 정체성이 위협받는 것처럼 느끼면, 그들은 긍정적인 자아 개념을 유지하기 위한 수단으로 다른 사회적 정체성을 강조할 수 있다. 이러한 생각은 유럽계 미국인에 비해 소수 민족들, 특히 라틴 아메리카계 및 아프리카계 미국인 출신자들이 더 높은 수준의 종교적 정체성을 띈다는 것을 보여준 다양한 연구에 의해 뒷받침된다.

### 성별 차이
또한 성별은 종교적 정체성에 영향을 줄 수 있다. 일반적으로 여성은 남성보다 예배에 참석하고, 종교가 그들의 삶에서 중요한 부분이라고 표현한다. 연구들은 여성의 종교적 태도가 더 크다고 보고하는 관찰을 통해 이러한 성별 차이를 포착했다. 이것은 시골환경에 살고 있는 청소년의 종교적 참여에  관한 4년간의 종적 연구에서도 나타났다. 여성들은 남성들보다 교회와 관련된 활동에 더 많이 관여하는 경향이 있었고, 자신을 종교적인 개인으로 보는 경향이 더 많았다.

### 이민 세대 차이
세대에는 1세대, 2세대, 3세대로 세가지 범주가 있다. 1세대라고 여겨지는 개인은 미국 밖에서 태어나 이민을 온 사람이다. 2세대란 미국에서 태어났지만 그들의 부모는 외국 태생이며 이민 온 사람을 말한다. 마짐막으로 3세대는 미국에 태어난 부모를 가진 개인이다.
특히 1세대와 2세대 개인은 3세대 이민자에 비해  종교 정체성 수준이 높은 경향이 있을 수 있다. 이민절차와 관련된 힘든 변화에 적응하기 위해, 이민자들은정서적, 사회적, 그리고 재정적 지원의 공동체, 즉 일반적으로 예배 장소에서 제공하는 환경을 찾는 것은 이민자들에게 중요할 수 있다. 연구에 따르면, 이민자 가족(1세대와 2세대 이민자)의 청소년은 부모가 이민자(3세대)가 아닌 청소년에 비해 더 높은 수준의 종교적 정체성을 지녔다는 것으로 밝혀졌다.

### 제도적 요인
연구에 따르면, 제도적 요인이 종교적 정체성에 영향을 미친다. 예를 들어, 영어 중등 학교의 기독교인, 그리고 유대인과 무슬림을 대상으로한 연구에서, 청소년들은 또래들이 가지고 있는 교육 과정과 고정관념에서 그들의 종교적 전통에 대해 부정적 표현을 하는 것으로 나타났다. 이러한 부정적 묘사는 참여자들이 사과하거나 회유하는 방식으로 그들과 동일시 되는 전통을 표현함으로써 종교적 소속을 숨기거나 비난과 괴롭힘을 미연에 방지하는 등 그들 자신을 대표하는 전략에 영향을 미쳤다고 인식했다.

## 종교적 정체성 궤도
전반적으로 수많은 연구에서 종교적 정체성의 민족적, 성별적, 세대적 차이가 관찰되었다. 그러나 시간이 지남에 따라 개인의 종교적 정체성 개발에 대한 민족성, 성별 및 세대 지위의 영향을 다룬 종단 연구는 많지 않았다. 그럼에도 불구하고, 그러한 연구들 중 소수의 연구자들이 주로 청소년기에 초점을 맞추고 있으며, 그것을 성인기로 가는 시기로 확장하기 시작했다.

### 청소년기
연구자들은 특히 청소년기의 정체성 연구에 관심을 가져왔는데, 그 이유는 이 시기가 정체성 발달에 결정적인 발달 시기이기 때문이다. 이 기간 동안, 청소년들은 그들의 인종, 문화, 종교적 전통을 탐구할 기회를 가진다. 그러나 이들의 탐구의 자유와 유연성은 일반적으로 부모나 양육자의 통제 내에 있다.
종교적 정체성과 참여는 동일한 궤도를 따르고 시간이 지남에 따라 줄어드는 것으로 믿어졌다. 따라서, 종교성을 연구했던 연구들은 이 두 구조를 결합했다. 종교적 소속, 정체성, 참여 등은 밀접하게 관련되어 있지만, 청소년들에 대한 종적 연구는 이들 구조가 서로 다른 궤적을 가지고 있음을 시사한다. 예를 들어, 연구자들은 고등학교 시절 동안 청소년들의 종교적 소속과 정체성이 상당히 안정되어 있었다는 것을 발견하였는데, 이것은 소속에서 비소속으로의 종교적 소속 변화와 종교적 정체성의 감소의 예측과 반대된다.
그러나 청소년기의 종교적 정체성의 안정성은 민족 정체성과 같은 다른 사회적 정체성과 유사하다. 연구자들은 청소년의 비교적 안정된 사회 환경 때문에 종교적 정체성을 더 깊이 탐구하고, 재조성할 필요가 없다고 판단하였다. 더욱이, 종교적 정체성은 주로 청소년기에 부모가 주도한다. 청소년들이 고등학교를 다니는 동안 그들의 부모와 계속 살고있는 경향을 고려해보았을 때, 그들의 종교에 대한 깊은 탐구에 몰두할 필요가 없으며, 그것은 관찰되는 안정적 종교적 정체성을 설명하는데 도움이 될 수 있다.
종교적 소속과 정체성은 안정되어 있는 반면, 종교적 참여는 감소하는 경향이 있다. 청소년들은 늘어난 자율성을 발휘하여 종교 행사에 참석하지 않기로 할 수 있다. 특히, 청소년들은 시간과 자원을 다투는 다른 활동들(예: 공부, 동아리, 스포츠)을 발견하고, 종교 행사보다 그 활동들을 우선시하기로 선택할 수 있다. 고등학교 후반의 종교 참여가 현저하게 감소하는 것은 성인기로 가는 시기에 더욱 감소하기 위한 전조일 수 있다.

### 성인 모색기
청소년기는 전통적으로 정체성 탐구의 시기와 연관되어 왔다. 하지만, 그 과정은 청소년기가 끝날 때까지 완성되지 않는다. 오히려 10대 후반에서 20대 후반 사이의 시기라고 볼 수 있는 성인 모색기는 청소년기에서부터의 정체성 형성 과정이 연장된다.
이 과도기는 낭만적인 사랑, 일, 세계관의 끊임없는 변화로 특정지어지며, 일반적으로 "반자율적"인 시기이다. 이러한 자율의식이 높아짐에 따라 성인 모색기에 있는 사람들은 집을 떠나 대학에 입학하여 독립 할 수 있다. 이 성인들은 자율권을 행사하는 방법을 통해 광대한 세계관으로 가득찬 새롭고 다양한 환경에서 그들 자신을 발견하게 된다.
종교 정체성에 관한 연구가 필요함에도 불구하고, 성인 모색기에서의 정체성 형성에서 종교의 역할에 대한 연구는 제한적이었다. 청소년기의 연구와 비교해보았을때, 성인 모색기에서의 종교 정체성의 발전과 종교 참여에 관한 연구는 훨씬 적다. 이 시기동안 거대하고 빈번한 변화, 자율성 증대 및 다양한 환경의 조합은 성인의 종교 소속, 종교적 정체성 및 종교 참여의 발전에 큰 영향을 미친다.
특히 대학에 다니는 사람들에게 있어서 종교가 성인 모색기에 있는 사람들의 정체성에 영향을 거의 미치지 않는다고 믿어져왔다. 하지만, 최근 연구들은 그렇지 않다는 것을 시사한다. 한 연구에 따르면, 대학생의 14%가 대학 전체에서 종교적 신념이 감소했다고 보고한 반면, 48%는 종교적 신념을 유지해왔으며, 38%는 더 증가했다고 보고했다.
더구나 다른 연구는 성인 모색기에서의 종교적 정체성과 종교적 참여의 감소를 기대했던 것과 달리, 종교 정체성은 감소하지 않았지만, 종교 참여는 예상대로 감소했다는 연구 결과를 도출하기도 했다. 연구진은 성인 모색기의 성인들이 그들의 삶에서 종교를 완전히 분리하거나 또는 종교의 중요성을 덜 표현하기 보다는, 종교 활동의 참여를 줄일 가능성이 더 높다고 설명했다.
또한, 종교가 성인 모색기에 영향을 미치는 방법을 연구한 연구에서, 연구원들은 성인 모색기에서의 성인의 기준은 그들이 다녔던 종교의 소속 기관에 달려있음을 발견했다. 예를 들어, 가톨릭 대학교나 공립대학교에 다닌 성인에 비해 모르몬교 대학에 다닌 성인들은 상호의존성, 규범준수, 생물학적 전환, 가족역량 등을 성인의 매우 중요한 기준으로써 평가하였다.
정리하자면, 이 주에 관한 모든 연구가 일치하지는 않지만, 종교 참여는 시간이 지남에 따라 감소하는 반면, 종교적 정체성은 일반적으로 성인 모색기 동안 유지되는 경향이 있다.

## 같이 보기
- 민족 종교

## 참조
- 민족 종교

- 종교와 지리